# Кислый, Сергей Геннадьевич
Сергей Геннадьевич Кислый (2 января 1988, Красноярск, РСФСР) — белорусский футболист, нападающий.

## Биография
Провёл детство в посёлке Ушачи Витебской области. Считался одним из самых перспективных футболистов Беларуси по своему возрасту. В юном возрасте перешёл в клуб «МТЗ-РИПО», в его составе в 2004—2005 годах сыграл 5 матчей в высшей лиге Беларуси. Бронзовый призёр чемпионата страны 2005 года (2 матча), обладатель Кубка Беларуси 2005 года (в финальном матче остался в запасе). Однако из-за несерьёзного отношения к спортивному режиму не смог раскрыть свой потенциал. Несколько лет играл за дубль МТЗ-РИПО, провёл не менее 44 матчей и забил 8 голов в первенстве дублёров. Летом 2007 года перешёл в «Гомель», но не смог пробиться в основной состав команды, а за дубль за полтора года сыграл 32 матча и забил 6 голов. Безуспешно был на просмотре в могилёвском «Савите». По окончании сезона 2008 года завершил профессиональную карьеру.
Был капитаном юниорской (до 17 лет) сборной Беларуси. На международном турнире в Минске в феврале 2005 года стал лучшим бомбардиром, забив 6 голов в 4 матчах. Также участвовал на чемпионате Европы до 17 лет в Италии, где сыграл во всех трёх матчах.
Позднее на любительском уровне играл за команду посёлка Ушачи в чемпионате области, там же работал детским тренером.

## Достижения
- Обладатель Кубка Беларуси: 2004/05
- Бронзовый призёр чемпионата Беларуси: 2005